# Ceracis schaefferi
Ceracis schaefferi är en skalbaggsart som beskrevs av Dury 1917. Ceracis schaefferi ingår i släktet Ceracis och familjen trädsvampborrare. Inga underarter finns listade i Catalogue of Life.